# Colobothea ramosa
Colobothea ramosa là một loài bọ cánh cứng trong họ Cerambycidae.